# Wolfgang Anraths
Wolfgang Anraths (* 8. Februar 1942 in Mönchengladbach; † 6. August 1990) war ein deutscher Schauspieler, Regisseur und Theaterleiter. Die Zeitschrift Theater heute nannte ihn 1991 „Münchens umtriebigsten, politischsten Theatermacher“. 

## Leben und Werk
Anraths studierte zunächst Archäologie und Epigraphik und war 1963 an Ausgrabungen in Pergamon beteiligt. 1964 begann er das Studium der Germanistik und Theaterwissenschaft (bis 1967) und leitete unterdessen die Studiobühne Uni München. Von 1968 bis 1970 wirkte er am Schauspiel München, war aber auch an Fernsehproduktionen beteiligt und spielte Straßentheater.
1970 gründete sich um ihn herum aus dem Straßentheater Agit-Gruppe das Münchner Theaterkollektiv theater k. Anraths jugendorientiertes Theater wurde mit seinen zahlreichen Produktionen zu einer festen Größe in der freien Kulturszene. Anfang 1990 sah sich Anraths gezwungen, den Spielbetrieb einzustellen und das Theater zu schließen. 
Sein 25-jähriges Bühnenjubiläum, das im selben Jahr anstand, feierte Anraths in den Pasinger Ritterwerken. Hier inszenierte er mit seiner Schauspieltruppe Geheime Freunde Frank Wedekinds Frühlings Erwachen. Wolfgang Anraths starb im August 1990 im Alter von 48 Jahren an Herzversagen.

## Posthume Ehrungen
Die Fachzeitschrift Theater heute schrieb nach Bekanntwerden seines frühen Todes: „Wolfgang Anraths, Münchens umtriebigster, politischster Theatermacher mit einem Hang zum Puppenstück und zum Kindertheater, ist im letzten August gestorben, 48 Jahre alt. Sein Theater k (für kollektiv) in der Schwabinger Kurfürstenstraße hatte er schon ein halbes Jahr zuvor aufgegeben. Er wollte einfach nicht mehr, war ausgebrannt, ausgelaugt, am Ende. Für solche Leute war in der glitzernden Luxusstadt kein Platz, man strafte sie mit Ignoranz.“
Von 1992 an vergab das Theaterbüro des  Kreisjugendrings München-Stadt gemeinsam mit der Film- und Fernsehproduktion Team 72 GmbH über mehrere Jahre den Wolfgang-Anraths-Preis, eine hochdotierte Auszeichnung für Jugendtheater: „Sein Theaterverständnis, eine Mischung aus schnörkelloser gesellschaftskritischer Direktheit, circensischen Elementen und politischem Engagement, vermittelt er den Jugendlichen und gab ihnen damit das nötige Selbstvertrauen um auf der Bühne bestehen zu können. Wolfgang Anraths hat so die Idee vom »Theater von und für Jugendliche« bereichert“, hieß es dazu in einer Begründung.

## Film und Fernsehen (Auswahl)
- 1977: Ein ganz und gar verwahrlostes Mädchen. Biographischer Spielfilm von Jutta Brückner; als Schauspieler
- 1979: Die kleine Heimat. Bundesdeutsches Familientheater. 9-teilige Familienserie von Hanns Dieter Hüsch und Werner Schretzmeier; als Gast in der 1. Folge